# Алексеев, Василий (дьяк)
Васи́лий Алексе́ев (XVI век) — дьяк Русского царства в правление царей Ивана IV Грозного и Фёдора Ивановича, подробности биографии неизвестны. 

## Биография
4 марта 1576 и 5 сентября 1580 упоминается как дьяк в Пернове. В 1578/1579 и 15 ноября 1591 года занимался раздачей жалованья в Ряжске совместно с Алексеем Третьяковым. В 1583/1584 году упоминается в качестве верстальщика служилых людей по Юрьевы-Польскому вместе с князем Никитой Романовичем Трубецким.